# Cochranella
Cochranella là một chi động vật lưỡng cư trong họ Centrolenidae, thuộc bộ Anura. Chi này có 42 loài và 31% bị đe dọa hoặc tuyệt chủng.

## Danh sách loài
- Cochranella adiazeta Ruíz-Carranza and Lynch, 1991
- Cochranella albomaculata (Taylor, 1949)
- Cochranella amelie Cisneros-Heredia & Meza-Ramos, 2007
- Cochranella ametarsia (Flores, 1987)[cần kiểm chứng]
- Cochranella anomala (Lynch and Duellman, 1973)
- Cochranella armata Lynch and Ruíz-Carranza, 1996[cần kiểm chứng]
- Cochranella balionota (Duellman, 1981)[cần kiểm chứng]
- Cochranella bejaranoi (Cannatella, 1980)[cần kiểm chứng]
- Cochranella cariticommata Wild, 1994[cần kiểm chứng]
- Cochranella castroviejoi Ayarzagüena and Señaris, 1997[cần kiểm chứng]
- Cochranella chami Ruíz-Carranza and Lynch, 1995[cần kiểm chứng]
- Cochranella chancas Duellman and Schulte, 1993[cần kiểm chứng]
- Cochranella cochranae Goin, 1961[cần kiểm chứng]
- Cochranella cristinae Ruíz-Carranza and Lynch, 1995[cần kiểm chứng]
- Cochranella croceopodes Duellman and Schulte, 1993
- Cochranella daidalea Ruíz-Carranza and Lynch, 1991
- Cochranella duidaeana (Ayarzagüena[cần kiểm chứng], 1992)[cần kiểm chứng]
- Cochranella euhystrix (Cadle and McDiarmid, 1990)
- Cochranella euknemos (Savage and Starrett, 1967)
- Cochranella flavopunctata (Lynch and Duellman, 1973)
- Cochranella garciae Ruíz-Carranza and Lynch, 1995[cần kiểm chứng]
- Cochranella geijskesi (Goin, 1966)
- Cochranella granulosa (Taylor, 1949)
- Cochranella griffithsi Goin, 1961[cần kiểm chứng]
- Cochranella ignota (Lynch, 1990)[cần kiểm chứng]
- Cochranella luminosa Ruíz-Carranza and Lynch, 1995[cần kiểm chứng]
- Cochranella luteopunctata Ruíz-Carranza and Lynch, 1996[cần kiểm chứng]
- Cochranella mache Guayasamin & Bonaccorso, 2004
- Cochranella megacheira (Lynch and Duellman, 1973)
- Cochranella megistra (Rivero, 1985)
- Cochranella midas (Lynch and Duellman, 1973)
- Cochranella nephelophila Ruíz-Carranza and Lynch, 1991[cần kiểm chứng]
- Cochranella nola Harvey, 1996
- Cochranella ocellata (Boulenger, 1918)
- Cochranella ocellifera (Boulenger, 1899)
- Cochranella orejuela (Duellman and Burrowes, 1989)
- Cochranella oreonympha Ruíz-Carranza and Lynch, 1991[cần kiểm chứng]
- Cochranella oyampiensis (Lescure, 1975)
- Cochranella phenax (Cannatella and Duellman, 1982)[cần kiểm chứng]
- Cochranella pluvialis (Cannatella and Duellman, 1982)[cần kiểm chứng]
- Cochranella posadae Ruíz-Carranza and Lynch, 1995[cần kiểm chứng]
- Cochranella prasina (Duellman, 1981)
- Cochranella punctulata Ruíz-Carranza and Lynch, 1995
- Cochranella ramirezi Ruíz-Carranza and Lynch, 1991
- Cochranella resplendens (Lynch and Duellman, 1973)
- Cochranella revocata (Rivero, 1985)
- Cochranella ritae (B. Lutz in B. Lutz and Kloss[cần kiểm chứng], 1952)
- Cochranella riveroi (Ayarzagüena[cần kiểm chứng], 1992)
- Cochranella rosada Ruíz-Carranza and Lynch, 1997[cần kiểm chứng]
- Cochranella ruizi Lynch, 1993[cần kiểm chứng]
- Cochranella savagei Ruíz-Carranza and Lynch, 1991
- Cochranella saxiscandens Duellman and Schulte, 1993
- Cochranella siren (Lynch and Duellman, 1973)
- Cochranella solitaria Ruíz-Carranza and Lynch, 1991
- Cochranella spiculata (Duellman, 1976)
- Cochranella spilota Ruíz-Carranza and Lynch, 1997[cần kiểm chứng]
- Cochranella spinosa (Taylor, 1949)
- Cochranella susatamai Ruíz-Carranza and Lynch, 1995
- Cochranella tangarana Duellman and Schulte, 1993
- Cochranella truebae (Duellman, 1976)[cần kiểm chứng]
- Cochranella vozmedianoi Ayarzagüena and Señaris, 1997[cần kiểm chứng]
- Cochranella xanthocheridia Ruíz-Carranza and Lynch, 1995

## Hình ảnh

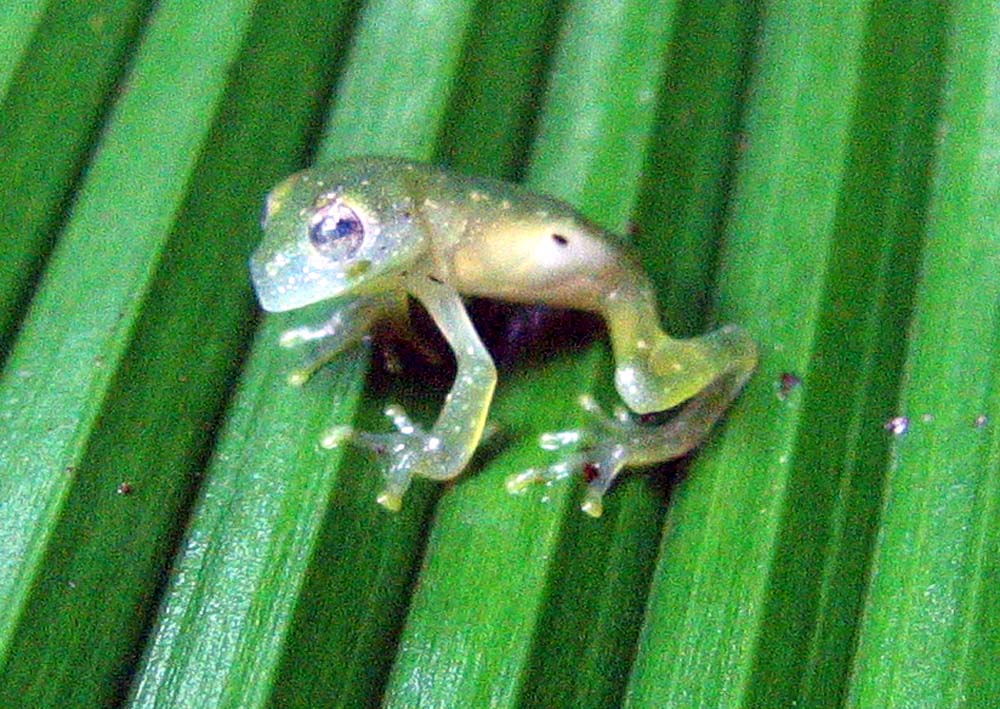
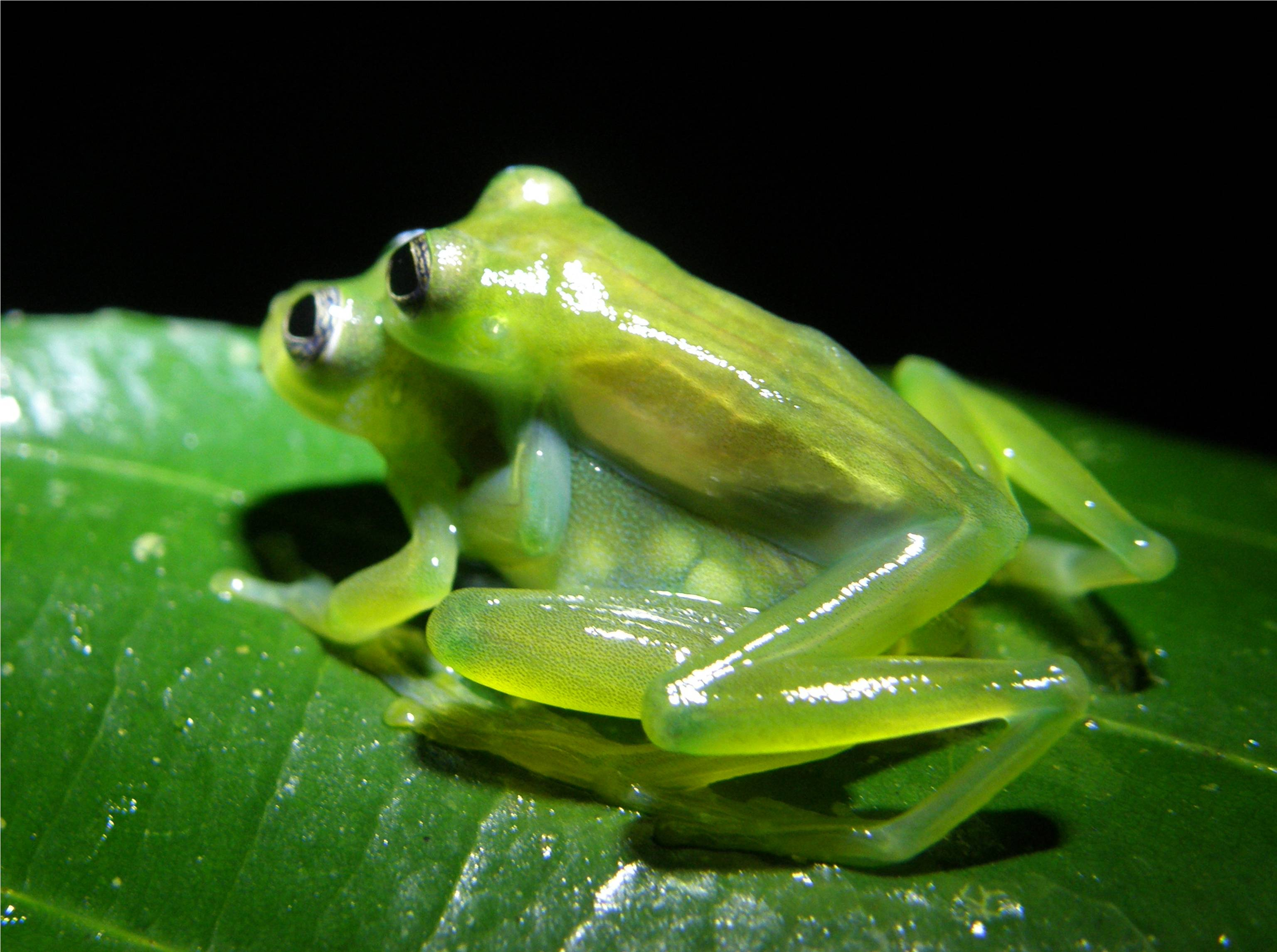
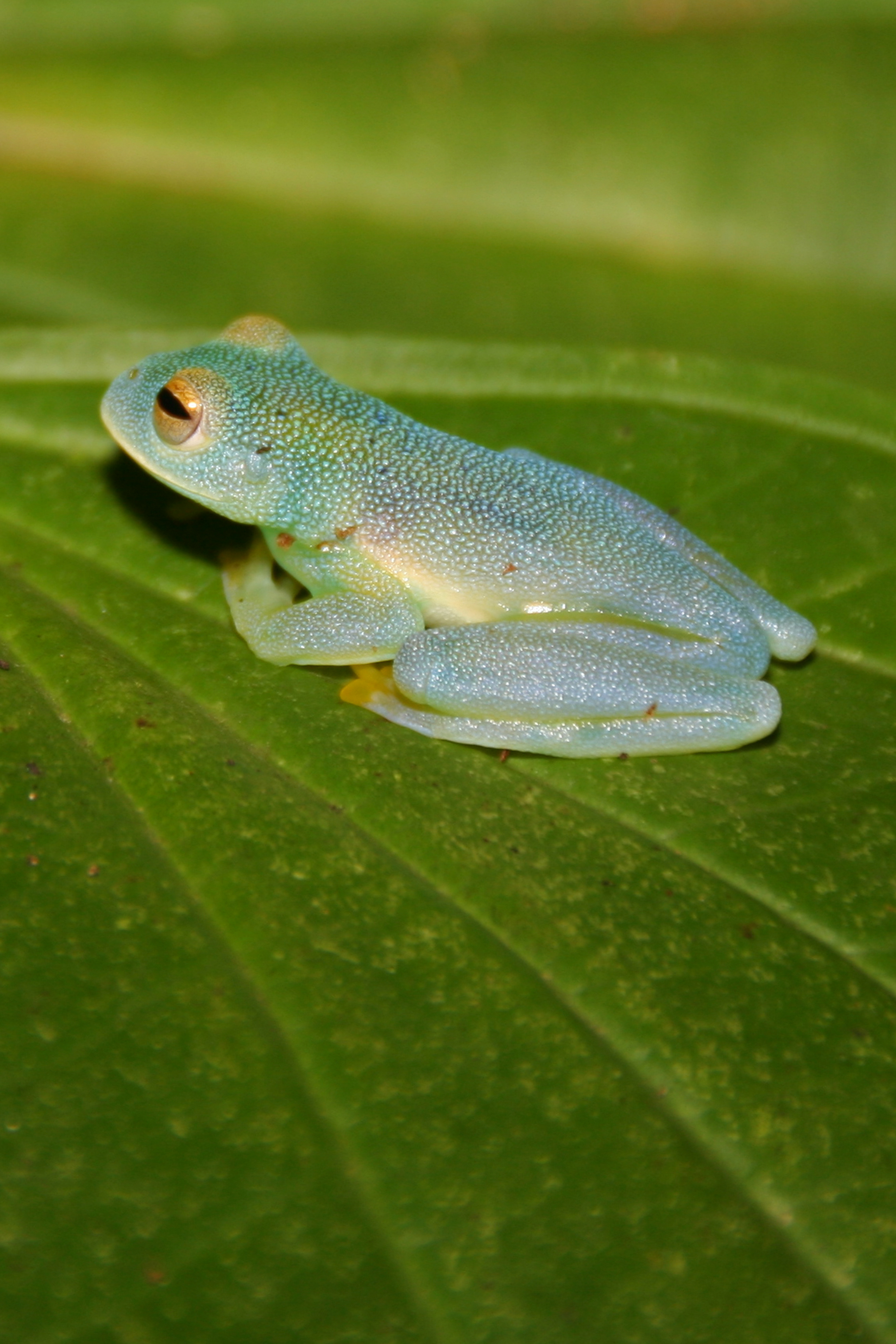